# Mansoor Ali Khan Pataudi
Mansoor (ou Mansur) Ali Khan, Nawab de Pataudi, dit Tiger Pataudi, est un joueur de cricket international indien né le 5 janvier 1941 à Bhopal et mort le 22 septembre 2011 à Delhi. Fils d'Iftikhar Ali Khan, joueur de l'équipe d'Angleterre puis capitaine de celle d'Inde, ce batteur dispute 46 test-matchs avec la sélection nationale indienne entre 1961 et 1975, dont 40 en tant que capitaine. Il effectue l'intégralité de sa carrière internationale après qu'un accident de la route l'a privé de la quasi-totalité de l'usage d'un œil. Il possède le titre de Nawab de Pataudi, sans régner, de la mort de son père jusqu'à l'abolition des titres princiers en Inde en 1971. Marié à l'actrice Sharmila Tagore, deux de leurs enfants, Saif Ali Khan et Soha Ali Khan, font carrière dans le cinéma.

## Biographie
Mansoor Ali Khan naît le 5 janvier 1941 à Bhopal. Son père, Iftikhar Ali Khan, huitième Nawab de Pataudi, joue pour l'équipe d'Angleterre de cricket avant la Seconde Guerre mondiale puis devient capitaine de l'équipe d'Inde en 1946. Sa mère, Sajida Sultan, est Bégum de Bhopal. Elle est la fille d'Hamidullah Khan, dernier Nawab de Bhopal, et succède à son père à la tête de la principauté en 1960.
Iftikhar meurt le jour des onze ans de son fils. Celui-ci est éduqué en Angleterre, où, comme son père, il pratique le cricket. Il passe quatre ans au Winchester College. Durant cette période, il fait en 1957 ses débuts avec le Sussex County Cricket Club au cours d'un match amical et dispute ses premiers matchs de County Championship la saison suivante. À Winchester College, où il est un temps capitaine de l'équipe de l'école, il bat en 1959 le record de courses marquées en une saison de Douglas Jardine. Étudiant à l'Université d'Oxford, il réalise un century avec le club de l'université lors de son premier match contre Cambridge. Il est nommé capitaine de l'équipe pour l'année suivante. Cette saison-là, à vingt ans, il est victime d'un accident de la route qui le prive de la quasi-totalité de l'usage de l'œil droit, handicap malgré lequel il effectuera le reste de sa carrière sportive.
Il fait ses débuts internationaux avec l'équipe d'Inde fin 1961, contre l'équipe d'Angleterre en tournée dans le pays. Il est amené à disputer le troisième test-match de la série ainsi que les deux suivants. Il réussit un score de 103 courses lors du dernier. En 1962, l'Inde effectue une tournée dans les Caraïbes pour y affronter la sélection des Indes occidentales. Le capitaine indien, Nari Contractor, est sérieusement blessé à la tête au cours d'un match. Lors du troisième test-match de la série, son quatrième à ce niveau, Mansoor Ali Khan est chargé de mener l'équipe. À vingt-et-un ans, il devient le plus jeune capitaine de l'histoire dans cette forme de jeu, un record qui tient jusqu'en 2004, et conserve le rôle durant les années qui suivent,. En 1964, il affronte à nouveau l'Angleterre à domicile mais connaît une série difficile, malgré un double-century dans le quatrième test-match de la série. La même année, c'est l'Australie qui se déplace en Inde. Il réussit un century, 128 courses, lors du premier match qu'il joue contre les visiteurs. Il contribue à la victoire indienne lors de la partie qui suit grâce à des scores de 86 et 53 courses. Il réussit deux nouveaux centuries contre la Nouvelle-Zélande.
Entre 1966 et 1968, Pataudi participe aux séries perdues à domicile contre les Indes occidentales et à l'extérieur contre l'Angleterre puis l'Australie. Contre les Anglais, en 1967, il réussit à Headingley un score de 148 courses. En Australie, lors de la défaite au Melbourne Cricket Ground début 1968, il marque 75 et 85 courses malgré une déchirure à un muscle ischio-jambier. La première de ses deux manches est désignée en 2004 par Wisden Asia Cricket comme l'une des vingt-cinq meilleures réalisées pour l'équipe d'Inde à ce niveau. Début 1968, avec Pataudi à sa tête, l'Inde réussit à gagner le premier test-match de son histoire à l'extérieur et sa première série de test-matchs à l'extérieur, contre la Nouvelle-Zélande. En 1969, il perd avec l'Inde une série de test-matchs 3-1 contre l'Australie.
Il ne dispute aucun test-match de 1970 à 1972 inclus. Il est en effet écarté de l'équipe avant la tournée de l'Inde face aux Indes occidentales en 1970-1971, et remplacé en tant que capitaine par Ajit Wadekar. Il ne retrouve la sélection que début 1973. En 1974, Wadekar demissionne et Pataudi redevient capitaine de l'équipe pour la visite des Indes occidentales en Inde. Il dispute son dernier test-match face à cette équipe début 1975, avant de prendre sa retraite internationale. Il dispute ses dernières rencontres « first-class » en 1976.
Pendant sa retraite sportive, il a diverses occupations : il est notamment rédacteur en chef du magazine Sportsworld et, dans les années 1980, commentateur sportif pour la télévision. De 2007 à 2010, il est membre du conseil d'administration de l'Indian Premier League, une compétition nouvellement créée en Inde par le Board of Control for Cricket in India.
Victime d'une infection respiratoire incurable, il meurt le 22 septembre 2011 à l'âge de 70 ans.

## Famille

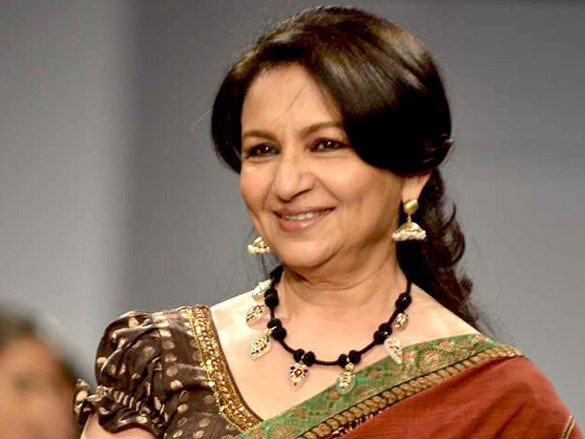
L'actrice Sharmila Tagore, que Mansoor Ali Khan épouse en 1969.

En 1969, Mansur Ali Khan épouse l'actrice indienne Sharmila Tagore qui, à cette occasion, se convertit à l'Islam. Le couple a trois enfants : un fils, Saif Ali Khan, et deux filles,  Soha Ali Khan et Saba Ali Khan. Comme leur mère, Saif et Soha font tous deux carrière dans le cinéma.

## Titre
Mansoor Ali Khan est le fils d'Iftikhar Ali Khan, huitième Nawab de Pataudi. Ce dernier ne règne plus sur cet État princier à partir de la Partition des Indes, en 1947, mais conserve son titre. Mansoor Ali Khan hérite du titre de Nawab de Pataudi à la mort de son père, en 1952. Il le conserve jusqu'en 1971, année de l'abolition des titres princiers en Inde.

## Style de jeu
Après la perte de l'usage de l'œil droit, à l'âge de vingt ans, Pataudi adopte une posture de batteur plus ouverte qu'à l'accoutumée lorsqu'il fait face aux lancers adverses, de manière à mieux voir arriver la balle. Si ses performances de batteur sont irrégulières, il est un capitaine respecté de ses coéquipiers, calme et novateur : à une période où l'Inde n'a pas de lanceurs rapides suffisamment bons pour jouer en sélection, il n'hésite pas à déséquilibrer l'équipe en se reposant majoritairement sur des tourneurs.

## Bilan sportif

### Principales équipes
| Équipe                           | Test cricket          |
| -------------------------------- | --------------------- |
| Inde                             | 1961 - 1975           |
| Équipe                           | First-class cricket   |
| Sussex (Angleterre)              | 1957 - 1970           |
| Université d'Oxford (Angleterre) | 1960 - 1963           |
| Delhi (Inde)                     | 1960-1961 - 1964-1965 |
| Hyderabad (Inde)                 | 1965-1966 - 1975-1976 |

### Statistiques
Mansoor Ali Khan dispute 46 test-matchs avec l'équipe d'Inde entre 1961 et 1975, dont 40 en tant que capitaine. Parmi ces quarante rencontres, l'Inde en gagne neuf et en perd dix-neuf. Il marque à ce niveau un total de 2 793 courses à la moyenne de 34,91. Il réussit six centuries dont un double, 203 courses, réalisé contre l'Angleterre en 1964. Plus généralement, en first-class cricket, il totalise entre 1957 et 1976 15 425 courses à la moyenne de 33,67 en 310 matchs.

## Honneurs
- Arjuna Award en 1964.
- Padma Shri en 1967.
- Un des cinq Wisden Cricketers of the Year de l'année 1968[10].